# Angela Scoular
Angela Scoular (Londra, 8 novembre 1945 – Londra, 11 aprile 2011) è stata un'attrice britannica.

## Biografia
Fu una delle poche attrici ad apparire in due film di James Bond prodotti da compagnie diverse: interpretò la Bond girl Buttercup nella commedia James Bond 007 - Casino Royale (1967) e successivamente Ruby Bartlett in Agente 007 - Al servizio segreto di Sua Maestà (1969), prodotto dalla EON Productions.
Tra gli altri film da lei interpretati, da ricordare La contessa di Hong Kong (1967), Girando intorno al cespuglio di more (1968) e Doctor in Trouble (1970).
Per quanto riguarda le apparizioni televisive, recitò nelle serie Doctor in the House, Agente speciale, Coronation Street, Penmarric, As Time Goes By e You Rang M'Lord?, interpretando in quest'ultima il ruolo di Lady Agatha Shawcross.

## Vita privata
Sposata dal 1982 con l'attore Leslie Phillips, nel 2009 le venne diagnosticato un cancro del colon-retto. Si suicidò l'11 aprile 2011, all'età di 65 anni.

## Filmografia parziale
- La contessa di Hong Kong (A Countess from Hong Kong), regia di Charles Chaplin (1967)
- James Bond 007 - Casino Royale (Casino Royale), regia di Ken Hughes, John Huston (1967)
- Girando intorno al cespuglio di more (Here We Go Round the Mulberry Bush), regia di Clive Donner (1968)
- Caterina sei grande (Great Catherine), regia di Gordon Flemyng (1968)
- Agente 007 - Al servizio segreto di Sua Maestà (On Her Majesty's Secret Service), regia di Peter R. Hunt (1969)
- L'ultimo avventuriero (The Adventurers), regia di Lewis Gilbert (1970)
- Doctor in Trouble, regia di Ralph Thomas (1970)